# Hafen Gioia Tauro
Der Hafen Gioia Tauro ist ein italienischer Seehafen in Kalabrien. Gemessen an den Umschlagszahlen ist er einer der größten Containerhäfen und Transshipment-Hubs im Mittelmeerraum.

## Lage und Infrastruktur
Der Hafen Gioia Tauro liegt strategisch günstig an der Schifffahrtsroute zwischen Gibraltar und dem Sueskanal. Multimodal ist er über die Autobahn A3, die Bahnstrecke Tirrenica Meridionale und den Flughafen Lamezia Terme angebunden.
Charakteristisch für den 1995 eröffneten Hafen ist seine Form: auf eine 300 Meter breite Hafeneinfahrt folgt ein Wendebecken mit einem Durchmesser von 750 Meter und auf dieses ein über drei Kilometer langes und rund 250 Meter breites und bis zu 18 Meter tiefes Hafenbecken in Form eines Stichkanals, das parallel zur Küste nach Norden verläuft. An dessen Ende befindet sich ein zweites, kleineres Wendebecken. Die Kaianlagen sind insgesamt über 5100 Meter lang, davon liegen knapp 3400 Meter auf der Ostseite, rund 800 Meter im Norden und über 900 Meter im Westen. Es sind 22 Hafenkrane vorhanden.

## Verwaltung und Betrieb
Der Hafen wird von einer regionalen Hafenbehörde mit Sitz in Gioia Tauro verwaltet. Die Organisation des Umschlags liegt bei dem Unternehmen Medcenter Container Terminal, das sich seit 2020 im Eigentum der Mediterranean Shipping Company befindet. Im Jahr 2008 erreichte der Containerumschlag einen Höchststand von knapp 3,5 Millionen TEU. 2022 waren es 3,4 Millionen TEU. Gemessen am TEU-Umschlag war Gioia Tauro im selben Jahr der neuntgrößte Containerhafen in Europa. Im Liniendienst wird der Hafen unter anderem von der Mediterranean Shipping Company, der Mærsk Line, CMA CGM und Hamburg Süd bedient. Der Hafen ist in die amerikanische Container Security Initiative eingebunden. Der International Ship and Port Facility Security Code wurde implementiert.

## Geschichte
Der Bau des Hafens steht im Zusammenhang mit der Aktivierung der Verfassungsorgane der Region Kalabrien im Jahr 1970. Dabei kam es zwischen den Städten Catanzaro und Reggio Calabria zu Auseinandersetzungen um den Status der Regionalhauptstadt. Die Regierung in Rom versuchte Reggio Calabria mit dem Bau eines Stahlwerkkomplexes mit angeschlossenem Seehafen bei Gioia Tauro zu entschädigen. Wegen der Stahlkrise nahm man dann von dem Projekt Abstand, genauso wie von einem geplanten Kohlekraftwerk. Der Hafen war Ende der 1970er Jahre weitgehend fertiggestellt, hatte jedoch keine wirkliche Funktion. Angelo Ravano, Gründer der Contship Italia, schlug dann den Umbau zum Containerhafen vor, der an der bedeutenden Schifffahrtsroute zwischen Gibraltar und Sues seine Rolle als Transshipment-Hub finden sollte. In dieser Form wurde der Hafen Gioia Tauro 1995 eröffnet. Für die Organisation des Umschlags wurde eine Konzession an Contship Italia vergeben, die mehrheitlich zur Hamburger Eurokai-Gruppe gehört. Sie betrieb in Gioia Tauro das Medcenter Container Terminal bis 2019, dann wurde es von der Mediterranean Shipping Company über ihre Terminal investment Ltd. (TiL) erworben.
Zu kämpfen hat der Hafen mit den Infiltrationsversuchen der Mafiaorganisation ’Ndrangheta. Im Jahr 2006 äußerte die italienische Polizei in einem Bericht die Vermutung, dass etwa 80 Prozent des Kokains, das von Kolumbien nach Europa kommt, durch den Hafen Gioia Tauro geschmuggelt wird.